# Бабанин, Николай Андреевич
Никола́й Андре́евич Баба́нин (23 апреля 1918 года — 11 мая 1990 год) — советский офицер, участник Польского похода РККА и Великой Отечественной войны. В годы Великой Отечественной войны командир разведывательной роты 5-й гвардейской Волновахской ордена Суворова механизированной бригады 2-го гвардейского Николаевско-Будапештского Краснознамённого ордена Суворова механизированного корпуса 28-й армии 3-го Украинского фронта, гвардии капитан.
Герой Советского Союза (3.06.1944).

## Биография
Родился 23 апреля 1918 года в административном центре Ворошиловского района поселке Ворошиловск (ныне город Алчевск, Луганской области), Луганского округа, Донецкой губернии в семье рабочего. Русский. Член ВКП(б)/КПСС с 1941 года. Окончил неполную среднюю школу № 2 на ул. Ленина в г. Ворошиловске. Работал секретарём завкома профсоюзов Ворошиловского шлакокирпичного завода на ул. Красных партизан.
В Красной Армии с 1938 года. Участвовал в освободительном походе на Западную Украину в 1939 году. Окончил Харьковское военно-политическое училище в июле 1941 года и получил назначение на должность комиссара разведроты танкового батальона.
Участник Великой Отечественной войны с июля 1941 года. Воевал на Сталинградском, Южном, 4-м, 3-м и 2-м Украинских фронтах. Шесть раз ранен. Особо отличился во время Березнеговато-Снигирёвской операции.
Штурмовая группа 5-й гвардейской механизированной бригады 2-го гвардейского механизированного корпуса 28-й армии 3-го Украинского фронта из десяти разведчиков во главе с командиром разведывательной роты гвардии капитаном Бабаниным первой вышла к Днепру, в ночь на 10 марта 1944 года успешно форсировала реку у села Дремайловка (Бериславский район Херсонской области) и захватила плацдарм на правом берегу. При переправе в бою по захвату плацдарма трое разведчиков погибли, двоих капитан Бабанин отправил на левый берег с пленным, имеющим ценные сведения. Оставшись вшестером, группа Бабанина в течение суток отразила семь контратак противника и обеспечила переправу подразделений бригады.
11 марта в боях за город Берислав первым ворвался в город.
В последующие дни, проведя разведку по линии железной дороги Херсон — Николаев, Бабанин добыл важные сведения о противнике.
В ночь на 13 марта разведчики гвардии капитана Бабанина скрытно пробрались через линию обороны противника и вышли на восточный берег реки Ингулец южнее посёлка Никольское. Внезапной и дерзкой атакой они захватили лодки и паромы, перегнали их на противоположный берег к своим. В составе передового отряда бригады Бабанин ворвался в северную часть Херсона.
Всего за период с 10 по 15 марта 1944 года разведчики под командованием Бабанина непрерывно снабжали командование ценными сведениями, захватили 13 «языков», истребили более двухсот гитлеровцев.
Звание Героя Советского Союза ему присвоено за участие в форсировании Днепра в районе Каховки у села Дремайловка Бериславского района Херсонский области. Бабанин получил приказ командира корпуса переправиться через Днепр, захватить там языка и, по возможности, закрепиться на правом берегу.
Указом Президиума Верховного Совета СССР от 3 июня 1944 года за мужество, отвагу и героизм, проявленные в борьбе с немецко-фашистскими захватчиками, гвардии капитану Бабанину присвоено звание Героя Советского Союза с вручением ордена Ленина и медали «Золотая Звезда» (№ 3875).

Могила Бабанина на Чижовском кладбище Минска.

В дальнейшем участвовал в освобождении Венгрии, Австрии, Чехословакии.
После войны продолжал службу в армии. В 1949 году окончил Высшую офицерскую бронетанковую школу. С 1957 года полковник Бабанин — в запасе. Жил в Минске, работал военруком в средней школе № 118. Умер 11 мая 1990 года.

## Награды
- Медаль «Золотая Звезда» Героя Советского Союза (№ 3875)
- Орден Ленина
- Орден Кутузова III степени
- Орден Отечественной войны I степени
- Орден Отечественной войны II степени
- Три ордена Красной Звезды
- Медали, в том числе:
  - Медаль «За победу над Германией в Великой Отечественной войне 1941—1945 гг.»
  - Юбилейная медаль «Двадцать лет Победы в Великой Отечественной войне 1941—1945 гг.»
  - Юбилейная медаль «Тридцать лет Победы в Великой Отечественной войне 1941—1945 гг.»
  - Юбилейная медаль «Сорок лет Победы в Великой Отечественной войне 1941—1945 гг.»